# Hyundai Entourage
Hyundai Entourage – samochód osobowy typu minivan klasy średniej produkowany pod południowokoreańską marką Hyundai w latach 2006 – 2009.

## Historia i opis modelu

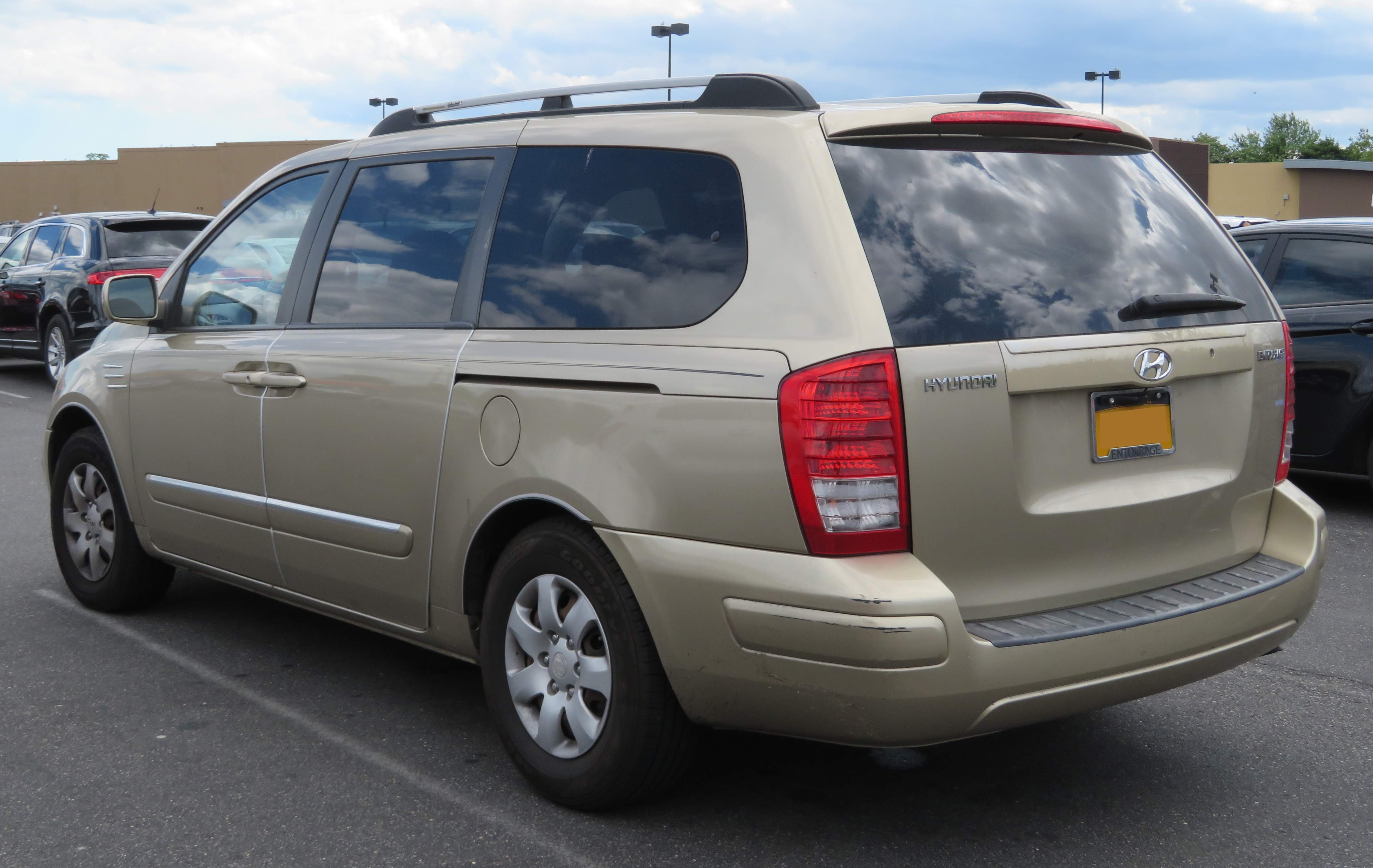
Hyundai Entourage - tył

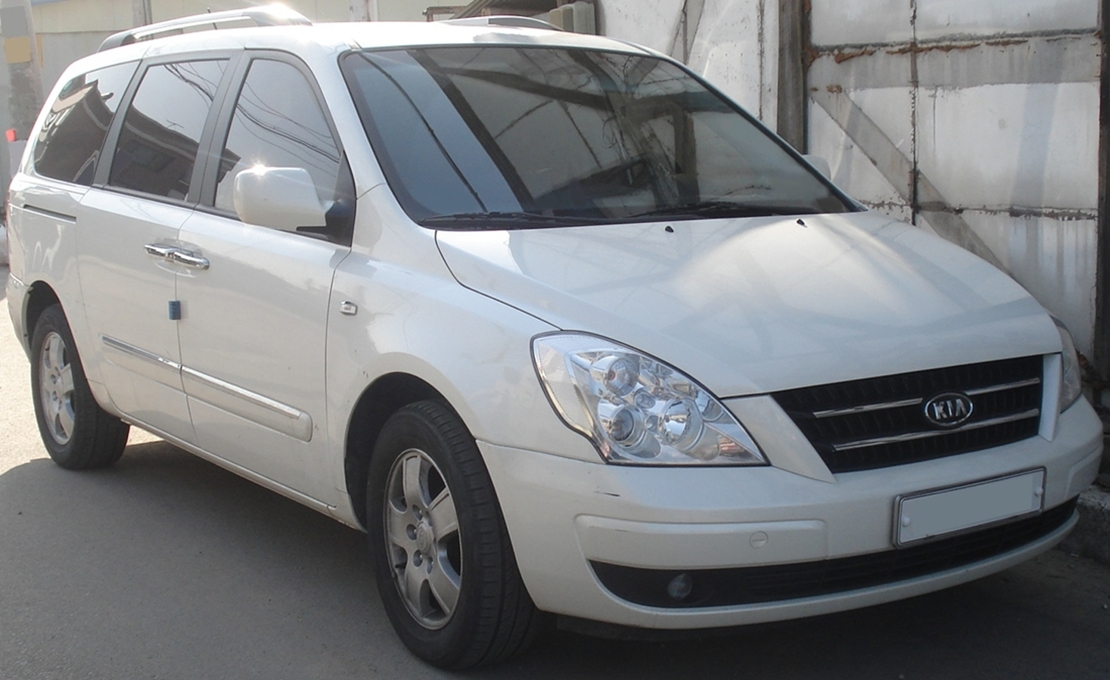
południowokoreańska Kia Carnival Limousine

W lutym 2006 roku Hyundai przedstawił dużego minivana Entourage jako bliźniaczy model wobec przedłużonego wariantu Kii Sedony LX, stanowiąc wobec niej bardziej luksusową alternatywę. Pod kątem wizualnym wariant Hyundaia odróżniał się większymi, bardziej zaokrąglonymi reflektorami, a także inaczej zaaranżowaną, chromowaną atrapą chłodnicy. Pozostałe różnicy ograniczały się już tylko do innych oznaczeń producenta.
Kabina pasażerska umożliwiała transport do 7 pasażerów w trzech rzędach siedzeń, z kolei sam Hyundai Entourage wyróżniał się bogatym wyposażeniem standardowym obejmującym m.in. sześć poduszek powietrznych, demontowane i obracane fotele, a także odtwarzacz DVD. Gama silnikowa została ograniczona do jednego, 3,8-litrowego silnika typu V6, określając w ten sposób inne pozycjonowani wobec tańszej Kii Sedony LX.

### Sprzedaż
Hyundai Entourage był samochodem oferowanym w sprzedaży wyłącznie w Stanach Zjednoczonych oraz Kanadzie, pochodząc z importu z Korei Południowej. Z powodu niewielkiej popularności, samochód zniknął z rynku w 2009 roku. Na rodzimym rynku samochód oferowany był pod marką Kia jako Kia Carnival Limousine, stanowiąc luksusową alternatywę dla podstawowego modelu Carnival.

### Silnik
- V6 3.8l 250 KM